# Hongge'er (socken i Kina, lat 43,42, long 119,30)
Hongge'er (kinesiska: 洪格尔, 洪格尔苏木) är en socken i Kina. Den ligger i den autonoma regionen Inre Mongoliet, i den norra delen av landet, omkring 690 kilometer nordost om regionhuvudstaden Hohhot.
Genomsnittlig årsnederbörd är 544 millimeter. Den regnigaste månaden är juni, med i genomsnitt 134 mm nederbörd, och den torraste är januari, med 3 mm nederbörd.